# San Mariano (Isabela)
San Mariano (Bayan ng San Mariano) es un municipio filipino de primera categoría perteneciente a  la provincia de La Isabela en la Región Administrativa de Valle del Cagayán, también denominada Región II.

## Geografía
Tiene una extensión superficial de 1.469,50 km² y según el censo del 2007, contaba con una población de 44.718  habitantes y 7.796 hogares; 51.438 habitantes el día primero de mayo de 2010

### Barangayes
San Mariano, desde un punto de vista administrativo, se divide en 36 barangayes o barrios, 33 de carácter rual, 3 urbanos correspodientes a las tres zonas en que se divide la capital.
| - Alibadabad - Balagan - Binatug - Bitabian - Buyasan - Cadsalan - Casala - Cataguing - Daragutan del Este - Daragutan del Oeste - Del Pilar - Dibuluan | - Dicamay - Dipusu - Disulap - Disusuan - Gangalan - Ibujan - Libertad - Macayucayu - Mallabo - Marannao - Minanga - San Mariano Antiguo | - Palutan - Panninan - Zona I (Población) - Zona II (Población) - Zona III (Población) - San Jose - San Pablo - San Pedro - Santa Filomena - Tappa - Ueg - Zamora |

## Historia
Se cuenta que San Mariano fue una vez el barrio Ángela perteneciente a Ilagán, actual  ciudad capital de la provincia de Isabela. Mariano Kalingog era entonces uno de los colonos más importantes, su esposa Ángela se ahogó mientras ella estaba lavando ropa a orillas del río Pinacanauan.
En 1920 San Mariano se convirtió en un Distrito Municipal. El municipio fue creado el 7 de diciembre de 1927.
| Alcaldes              | Mandato               |
| --------------------- | --------------------- |
| Fernando Ampa         | 1924 - 1927           |
| Placido Buensuceso    | 1927 - 1931           |
| Eulogio Alejo         | 1931 - 1934           |
| Elias Gabriel         | 1934 - 1945           |
| Jose Miranda          | 1945 - 1947           |
| Felicisimo Baua       | 1947 - 1963           |
| Emilio Bueno          | 1964 - 1967           |
| Jose Miranda          | 1967 - 1976           |
| Carlos Dumelod        | 1976 to 1980          |
| Deodoro Go            | 1980                  |
| Carlos Dumelod        | Diciembre 1980 - 1986 |
| Aristotle Claravall   | 1986 - 1987           |
| Romulo S. Taggueg Jr. | 1987 - 1988           |
| Deodoro Go            | 1988 - 1995           |
| Jesus C Miranda       | 1995 - 2004           |
| Edgar Talosig Go      | 2004, actual alcalde. |